# Народный комиссариат авиационной промышленности СССР
Народный комиссариат авиационной промышленности СССР (НКАП) — государственный орган СССР в ранге министерства, управлявший развитием авиационной промышленности СССР в 1939—1946 годах.

## История
11 января 1939 г. Указом Президиума Верховного Совета СССР «О разделении Наркомата Оборонной промышленности СССР» из Первого (самолётного) управления Наркомата оборонной промышленности СССР был образован Наркомат авиационной промышленности (НКАП) СССР.
Согласно Постановлению СНК СССР № 4С от 21 января 1939 г. к НКАПу отошли:
- 1-е, 5-е, 10-е и 18-е Главные управления бывшего НКОП, которые обеспечивали производство самолётов, авиамоторов и авиаприборов с входящими в них предприятиями, трестами и конторами;
- строительные тресты № 18, 20, 30, 31, Оргоборонпром, Остехуправление;
- проектные институты № 1, № 5, № 10;
- учебные заведения:
  - Московский, Казанский, Харьковский, Рыбинский авиационные институты, Новосибирский инженерно-строительный институт им. Куйбышева, Московский филиал Ленпромакадемии, Московский Авиационный Институт повышения квалификации ИТР и хозяйственников;
  - 15 техникумов (Московские авиационный, авиационный при заводе № 24 и машиностроительный им. Орджоникидзе, Горьковский и Воронежский электро-радио, Владимирский механический, Жуковский авиационный техникум и др.);
  - 2 рабфака (Московский авиационный и Пермский индустриальный);
  - массовая сеть — 99 точек (ФЗУ и др.);
- техническая пропаганда в составе Постоянной авиационной выставки, Ленинградской авиационной выставки, Ленинградской радиовыставки, Кабинета обмена опытом по новой технике.

В сентябре 1939 г. Политбюро ЦК ВКП(б) приняло постановление «О реконструкции существующих и строительстве новых самолётных заводов». Оно предусматривало к концу 1941 г. увеличить производственные мощности авиазаводов более чем в полтора раза по сравнению с 1939 годом. Было решено построить 9 новых самолётостроительных заводов и реконструировать 9 действующих.
23 января 1940 года ЦК ВКП(б) принимает решение о создании в Наркомате авиапромышленности Управления по производству десантно-транспортных планеров под руководством В. С. Куликова. Главным инженером назначается П. В. Цыбин.
5 января 1946 года НКАП возглавил третий народный комиссар, Михаил Васильевич Хруничев.
15 марта 1946 года НКАП преобразован в Министерство авиационной промышленности СССР и Хруничев стал его первым министром.

## Руководство
| Каганович, Михаил Моисеевич | 11 января 1939 года | 10 января 1940 года |
| Шахурин, Алексей Иванович   | 10 января 1940 года | 5 января 1946 года  |
| Хруничев, Михаил Васильевич | 5 января 1946 года  | 15 марта 1953 года  |